# Windia windi
Windia windi är en fjärilsart som beskrevs av Freeman 1969. Windia windi ingår i släktet Windia och familjen tjockhuvuden. Inga underarter finns listade i Catalogue of Life.